# A Blind Bargain
A Blind Bargain es una película muda de terror estadounidense de 1922 protagonizada por Lon Chaney y Raymond McKee, producida y lanzada por Goldwyn Pictures. La película fue dirigida por Wallace Worsley y está basada en la novela de 1897 de Barry Pain The Octave of Claudius. La película, en la que Wallace Beery aparece en un cameo sin acreditar como un hombre simio, se considera perdida.

## Argumento
La película se desarrolla en los contemporáneos años 20 (aunque el libro fue publicado en 1897) en la ciudad de Nueva York.  La historia implica a un científico loco que aprovecha las circunstancias de un hombre joven para que haga su voluntad.
Robert Sandell (Raymond McKee), abatido por su mala suerte como escritor y la salud decreciente de su madre, intenta atracar a un transeúnte, el doctor Lamb (Lon Chaney), un médico siniestro y fanático que vive en los suburbios de Nueva York. Lamb lleva al joven a su casa, escucha su historia, y acepta realizar una operación a la señora Sandell (Virginia True Boardman) con solo una condición– que al cabo de ocho días Robert se entregue al doctor para propósitos experimentales. Frenético de preocupación por la condición de su madre moribunda, Robert está de acuerdo.
La madre y el hijo se instalan en la casa de Lamb, donde Robert es estrechamente observado, no solo por el doctor, sino también por su mujer (Fontaine La Rue) y un grotesco jorobado (Lon Chaney, en un doble papel), del que luego Robert descubre es el resultado de uno de los experimentos del doctor.
Lamb, ansioso por mantener su control sobre Robert, no solo le da dinero para gastar, sino que le ayuda a publicar su libro a través de Wytcherly, jefe de una editorial. Robert conoce allí a la hija de Wytcherly, Angela (Jacqueline Logan) y pronto cae enamorado.
Mientras tanto, los días pasan hasta el momento del experimento. Robert ha sido advertido por la señora Lamb y el jorobado que un gran peligro le acecha. Al amanecer, le muestran como advertencia una misteriosa bóveda subterránea con un quirófano completo y un túnel de jaulas en que se encuentran prisioneros extraños – experimentos previos fallidos de Lamb. En agonía y miedo, Robert va junto al médico e intenta comprar el contrato, porque su libro ha sido publicado y es ahora un escritor exitoso. Todavía queda un día para que venza el plazo, pero el doctor, dándose cuenta de que su víctima puede intentar huir, le coge y le ata a la mesa de operaciones. Es rescatado por la señora Lamb, el jorobado abre la puerta de una de las jaulas, y el doctor es llevado a un fin horrible a manos de un hombre simio destrozado mentalmente por los experimentos del doctor.
Finalmente liberado de los términos de su "trato a ciegas" (en inglés, blind bargain, de donde proviene el título), Robert regresa a su casa para saber que sus escritos han tenido éxito y que Angela le espera en la ceremonia de matrimonio.

## Reparto

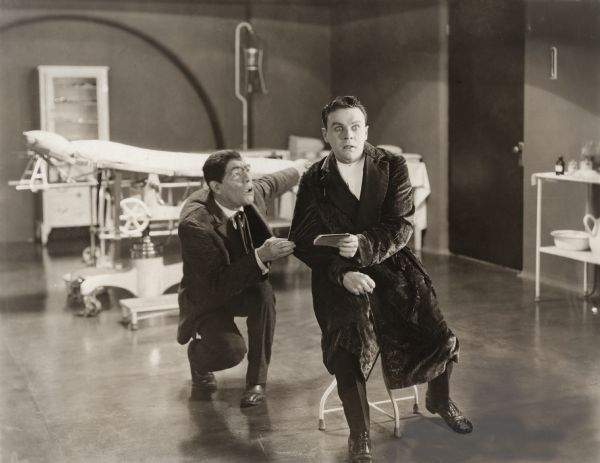
En un quirófano médico, Robert Sandell (Raymond McKee) queda conmocionado por lo que ha leído en el bloc de notas que el jorobado (Lon Chaney) le ha dado.

- Lon Chaney como doctor Arthur Lamb / El jorobado
- Raymond McKee como Robert Sandell
- Virginia True Boardman como señora Sandell
- Aggie Herring como Bessie
- Virginia Madison como madre de Angela
- Fontaine La Rue como señora Lamb
- Jacqueline Logan como Angela Marshall
- Wallace Beery como hombre bestia (sin acreditar)

## Producción
Basado en la novela de Barry Pain, The Octave of Claudius, A Blind Bargain consolidó los elementos terroríficos por los que Lon Chaney se hará muy conocido. En las caracterizaciones de ambos, el doctor Lamb y el ayudante jorobado, Chaney exhibió su talento para el maquillaje. Para el final, el hombre simio que es liberado contra el doctor fue interpretado por Wallace Beery.

## Estreno y recepción
La película fue estrenada el 3 de diciembre de 1922, en el Capitol Theater de Nueva York, y recibió una gran ovación al finalizar la proyección. La respuesta crítica también fue favorable, especialmente alabando la actuación doble de Lon Chaney como el doctor loco y su criado.

## Preservación y especificaciones técnicas

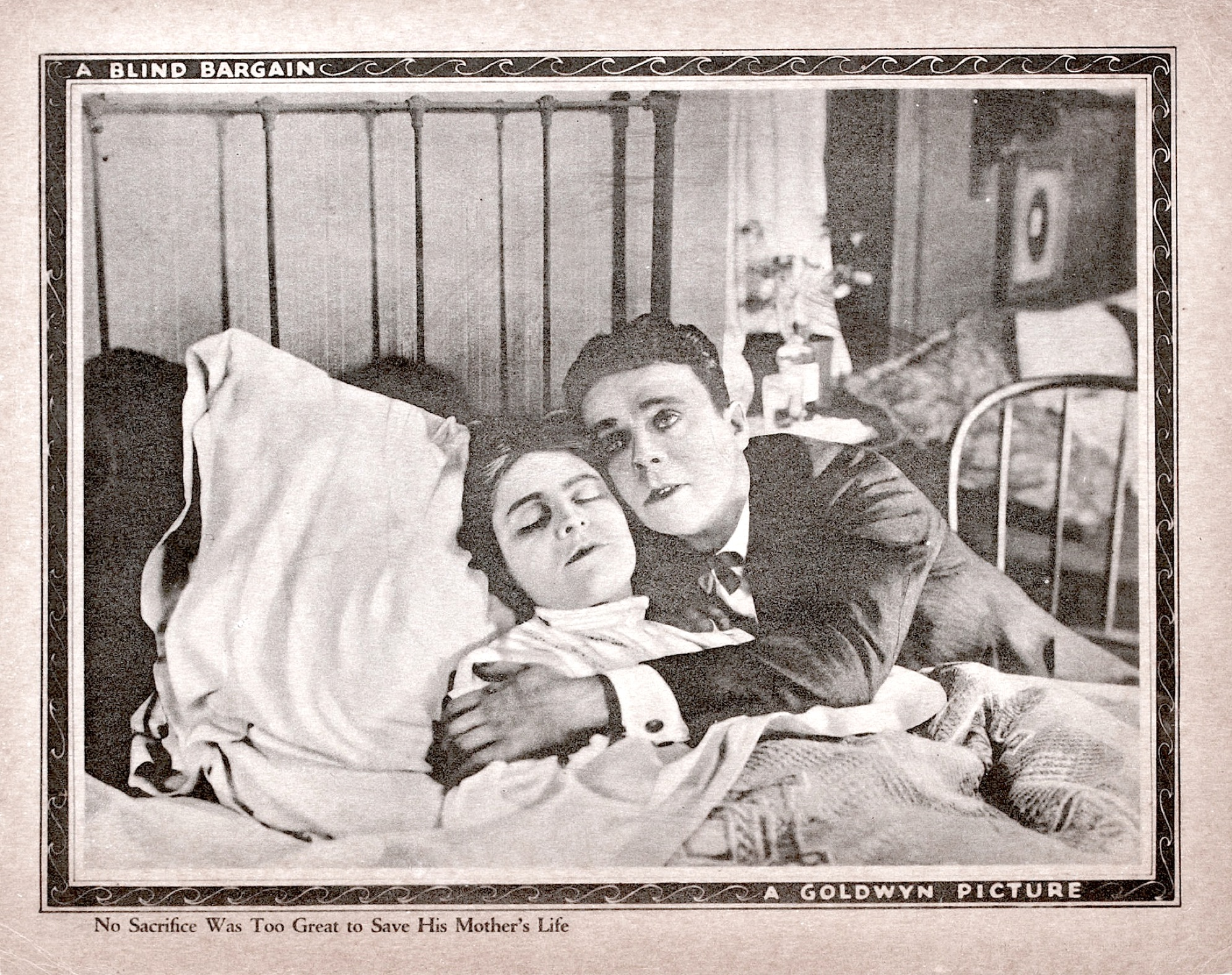
Una tarjeta promocional, para la película, mostrando a Raymond McKee, como el protagonista principal, con su madre.

Hoy, la película se considera perdida. El negativo original fue destruido en 1931 por MGM varios años después de la absorción de Goldwyn Studios, y se cree que la última copia superviviente pereció en el incendio de la bóveda 7 de 1965 que también destruyó las últimas copias conocidas de London After Midnight y otras películas de Chaney.
La película tenía una duración de unos 60 minutos y como ya era habitual estaba tintada en varios colores, amarillo para día o interior iluminado, azul para las escenas de noche o interior oscuro, verde para los momentos explicativos y además una secuencia en una fiesta coloreada utilizando el proceso de color Handschiegl, con partes particulares pintadas a mano.

## Influencias
Tres años después del estreno de A Blind Bargain, Ray McKee apareció con Clara Bow en una película titulada Free to Love. El personaje de McKee es un criminal jorobado y muestra la influencia del trabajo de Chaney sobre McKee. El carácter es una amalgama extraña del personaje de Chaney en A Blind Bargain y de John George, que era un habitual en varias películas de Chaney.